# Alexander Lombardi
Alexander Lombardi (* in Starnberg) ist ein deutscher Librettist und Kinder- und Jugendreferent beim Missionswerk „Wort des Lebens“.

## Leben und Wirken
Alexander Lombardi ist in Starnberg geboren, wo er mit einem jüngeren Bruder aufwuchs. Als Mitglied in einem christlichen "Teen Club" fand er im Alter von 17 Jahren zum Glauben. Er absolvierte nach seiner Ausbildung zum Buchhalter von 1992 bis 1995 eine theologische Ausbildung am „Word of Life Bible Institute“ am Schroon Lake (New York). Seit 1995 arbeitet er als Kinder- und Jugendreferent beim christlichen Kinder- und Jugendwerk „Wort des Lebens e.V.“ am Starnberger See. Als Kinder- und Jugendreferent leitete er zunächst die Kinderlager im Sommer. Ab 1998 organisierte er musikalische Projekte und Camps in ganz Deutschland. Als Musical-Autor produzierte er zusammen mit seinem Musikerkollegen Gregor Breier etliche Kindermusicals. Seit 2013 ist er Mitglied des Leitungsteams des Missionswerks.
Er war von der Gründung 2000 bis 2014 Moderator der Sendung „JoeMax TV“, der ersten christlichen deutschen Kinderquiz-Show bei ERF 1, bei der jeweils zwei Schulklassen gegeneinander antreten und ihre Punkte zugunsten der Kinderhilfsaktion „Projekt Samuel“ des ERF Deutschland e.V. und seines internationalen Partners Trans World Radio erspielen. 2006 war er Leiter von ProChrist für Kids.

## Veröffentlichungen
- mit Sandra Binder: Reihe Die 4 vom See
  - Band 1: Die verborgene Gruft und das Ende aller Tränen, SCM R. Brockhaus, Witten 2019, ISBN 978-3-417-28841-4.
  - Band 2: Ein rätselhafter Unfall und die Suche nach Respekt, SCM R. Brockhaus, Witten 2019, ISBN 978-3-417-28855-1.
  - Band 3: Der silberne Schlüssel und das Geheimnis der Wahrheit, SCM R. Brockhaus, Witten 2020, ISBN 978-3-417-28873-5.
  - Band 4: Der Wächter der goldenen Schale, SCM R. Brockhaus, Witten 2020, ISBN 978-3-417-28874-2.
  - Band 5: Operation Falkenstein und die Angst vor dem Unbekannten, SCM R. Brockhaus, Witten 2021, ISBN 978-3-417-28934-3.
    - Das Schwert des Pharao (Hörspiel CD), Gerth Medien, Wetzlar 2024.

  - Band 6: Der Schatten der Vergangenheit und das schleichende Gift, SCM R. Brockhaus, Witten 2021, ISBN 978-3-417-28968-8.
  - Band 7: Der Fund in der Tiefe, SCM R. Brockhaus, Witten 2023, ISBN 978-3-417-28979-4.
  - Band 8: Eine verschollene Erinnerung und die Sehnsucht nach einem Zuhause, SCM R. Brockhaus, Witten 2024, ISBN 978-3-417-28103-3.

Liederbücher
- mit Gregor Breier: Der hyperphantastische-vollautomatische-allesweiss-schnell-Computer – oder die Geschichte von Zachäus, (Liederbuch), SCM Hänssler Musik, Holzgerlingen 2001.
- mit Gregor Breier: Der hyperphantastische-vollautomatische-allesweiss-schnell-Computer – oder die Geschichte von König Josia, (Liederbuch), SCM Hänssler Musik, Holzgerlingen 2001.
- mit Harry Voß und Gregor Breier: Der Schlunz – Das Ideenheft zum Musical (Reihe: Der Schlunz), SCM R.Brockhaus, Witten 2016, ISBN 978-3-417-28765-3.

Tonträger
- Kids-Songs. Einfach unglaublich, (CD), SCM Hänssler Musik, Holzgerlingen 2012, 3. Aufl. 2015.
- Kids-Songs. Hey was geht!?, (CD), SCM Hänssler Musik, Holzgerlingen 2014.
- Kids-Songs. Jetzt geht's los, (CD), SCM Hänssler Musik, Holzgerlingen 2017.

Kindermusicals
mit Gregor Breier:
- Der hyperphantastische-vollautomatische-allesweiss-schnell-Computer – oder die Geschichte von Zachäus, (CD), SCM Hänssler Musik, Holzgerlingen 1999.
- Der hyperphantastische-vollautomatische-allesweiss-schnell-Computer – oder die Geschichte von König Josia, (CD), SCM Hänssler Musik, Holzgerlingen 2001.
- Pfiffig & Clever – Bartimäus. Prof. Dr. Theo Logie und die Geschichte von Bartimäus, (CD), SCM Hänssler Musik, Holzgerlingen 2003, 10. Aufl. 2015.
- Das Geheimnis des Feuerofens. Nebukadnezar – Ein Musical für Kinder & Erwachsene, (CD), SCM Hänssler Musik, 2005, 11. Aufl. 2017.
- Superstar(k)?! Petrus – Ein Musical für Kids & Teens (Doppel-CD, Reihe: Kläxbox), SCM Hänssler Musik, Holzgerlingen 2007, 7. Aufl. 2016.
- Lisas Weihnachtsfreude. Ein Musical für die ganze Familie, (CD), SCM Hänssler Musik, Holzgerlingen 2009, 9. Aufl. 2016.
- Esther – Der Stern Persiens, (Doppel-CD, Reihe: Kids in Action), SCM Hänssler Musik, Holzgerlingen 2010, 8. Aufl. 2017.
- Abgezockt – Ein Zachäus-Musical. Ein Musical für Teens & Kids, (Doppel-CD), SCM Hänssler Musik, Holzgerlingen 2011, 3. Aufl. 2016.
- Ausgeträumt – Ein Josef-Musical. Ein Musical für Kids & Teens, (Doppel-CD), SCM Hänssler Musik, Holzgerlingen 2013, 2. Aufl. 2015.
- Maria – Ein Mädchen aus Nazareth. Ein Musical für Kids & Teens, (Doppel-CD), SCM Hänssler Musik, Holzgerlingen 2015.
- Josia – Ein König räumt auf, (Doppel-CD), SCM Hänssler Musik, Holzgerlingen 2016.
- mit Harry Voß und Gregor Breier: Der Schlunz – Das Musical (CD, Reihe: Der Schlunz), SCM R.Brockhaus, Witten 2016, 2. Aufl. 2017.
- Petrus – ein Superstar? Ein Musical für Kids & Teens (Doppel-CD mit Booklet), SCM Hänssler Musik, Holzgerlingen 2018.
- Nebukadnezar. Das Geheimnis des Feuerofens. Ein Musical für Kids & Teens (Doppel-CD mit Booklet), SCM Hänssler Musik, Holzgerlingen 2018.
- Bartimäus, ein Blinder blickt durch. Ein Musical für Kids & Teens (CD mit Booklet), SCM Hänssler Musik, Holzgerlingen 2018.
- Martha & Maria – Zwei ungleiche Schwestern. Ein Musical für Kids & Teens, (Doppel-CD), SCM Hänssler Musik, Holzgerlingen 2018.
- Ruth – Ein Musical, (Doppel-CD), SCM Hänssler Musik, Holzgerlingen 2019.
- Rahab – Ein Musical, (Doppel-CD), SCM Hänssler Musik, Holzgerlingen 2022.